# さきどり!Navi
『さきどり!Navi』（さきどりなび）は、2003年4月7日から2004年9月2日までNNN24（現在：日テレNEWS24）制作で、日本テレビ（関東ローカル）・NNN24（CS放送）・BS日テレで放送された情報番組。

## 概要
2002年3月まで放送していた『峰竜太のホンの昼メシ前』（関東ローカル）の終了後、約1年のブランクを経て放送を開始した平日昼前の情報番組。当時平日早朝に放送していた『ニュース朝いち430』（現在：『Oha!4 NEWS LIVE』）と同じくNNN24（現在：日テレNEWS24）が制作し、日本テレビとBS日テレで同時放送する形をとっていた。
ニュースや暮らしの情報、天気予報の他、「さきどり列島ライブ」という地方局との中継を結び、ご当地の話題などを紹介するコーナーなどがあった。

## 放送時間
月曜 - 木曜10:30 - 11:25
2004年7月20日から7月29日までは夏休み特別編成で11:00 - 11:25に短縮して放送。

## 出演者

### 主要出演者
| 期間                                                                                            | 期間      | 司会       | アシスタント        | アシスタント    | ニュース解説 | お天気    |
| 期間                                                                                            | 期間      | 司会       | 女性                | 男性            | ニュース解説 | お天気    |
| ----------------------------------------------------------------------------------------------- | --------- | ---------- | ------------------- | --------------- | ------------ | --------- |
| 2003.4.7                                                                                        | 2003.8.28 | 真山勇一   | 河本香織 山本真純   | （不在）        | （不在）     | 杉江勇次1 |
| 2003.9.1                                                                                        | 2003.9.26 | 真山勇一   | 河本香織 山本真純   | 上重聡 望月浩平 | （不在）     | 杉江勇次1 |
| 2003.9.29                                                                                       | 2003.12   | 真山勇一   | 河本香織 小野寺麻衣 | 上重聡 望月浩平 | （不在）     | 杉江勇次1 |
| 2004.1                                                                                          | 2004.3.26 | 真山勇一   | 河本香織 小野寺麻衣 | 上重聡 望月浩平 | 小野高弘2    | 杉江勇次1 |
| 2004.3.29                                                                                       | 2004.9.2  | 長谷川憲司 | 河本香織 小野寺麻衣 | 上重聡 望月浩平 | 小野高弘2    | 杉江勇次1 |
| - 1 『ニュースダッシュ』を兼務。 - 2 『ニュースSUPER』、『ザ!情報ツウ』ニュースコーナーを兼務。 |           |            |                     |                 |              |           |

### さきどり列島ライブ担当キャスター
- STV 矢野聖子
- CTV 安部まみこ、前田麻衣子
- RNC 山口喜久一郎
- HTV 井ノ口あさ子
- RKC 丸山修
- FBS 松吉ゆかり